# Guillem Vives
Guillem Vives Torrent (ur. 16 czerwca 1993 w Barcelonie) – hiszpański koszykarz, występujący na pozycji rozgrywającego, reprezentant kraju, aktualnie zawodnik Divina Seguros Joventut Badalona.
1 lipca 2021 został zawodnikiem Divina Seguros Joventutu Badalona.

## Osiągnięcia
Stan na 4 czerwca 2021, na podstawie, o ile nie zaznaczono inaczej.

### Drużynowe
- Mistrz:
  - Eurocup (2019)
  - Hiszpanii (2017)
- Wicemistrz Eurocup (2017)
- Zdobywca Superpucharu Hiszpanii (2017)
- Finalista Pucharu Hiszpanii (2017)
- Wicemistrz III ligi hiszpańskiej (2012)

### Indywidualne
- Najlepszy Młody Zawodnik ACB (2014)
- Zaliczony do I składu najlepszych młodych zawodników ACB (2014, 2015)

### Reprezentacja
Seniorów
- Mistrz Europy (2015)
- Brązowy medalista mistrzostwa Europy (2017)

Młodzieżowe
- Mistrz Europy U–18 (2011)
- Brązowy medalista mistrzostw Europy U–20 (2013)